# Eutropha albiceps
Eutropha albiceps es una especie de insecto díptero de la familia de los clorópidos.
El animal fue descrito por primera vez en 1830 por Johann Wilhelm Meigen (1764 - 1845). 
Si existen subespecies, hasta la fecha no se han encontrado.